# Aïntoûra
Aïntoûra är en ort i Libanon.   Den ligger i guvernementet Libanonberget och distriktet Caza du Kesrouane, i den centrala delen av landet, 15 kilometer nordost om huvudstaden Beirut. Aïntoûra ligger 228 meter över havet och antalet invånare är 3 500.
Terrängen runt Aïntoûra är varierad. Havet är nära Aïntoûra åt nordväst. Runt Aïntoûra är det mycket tätbefolkat, med 1 266 invånare per kvadratkilometer.. Närmaste större samhälle är Beirut, 15,1 kilometer sydväst om Aïntoûra. 
Runt Aïntoûra är det i huvudsak tätbebyggt.